# Linton (Indiana)
Linton és una ciutat situada al comtat de Greene a l'estat nord-americà d'Indiana. En el Cens de 2010 tenia 5.413 habitants i una densitat poblacional de 691,59 persones per km².

## Geografia
Linton està situada a les coordenades 39° 2′ 9″ N, 87° 9′ 31″ O / 39.03583°N,87.15861°O. Segons l'Oficina del Cens dels Estats Units Linton té una superfície total de 7,83 km².

## Demografia
Segons el cens del 2010,[5] hi havia 5.413 persones residint en Linton. La densitat de població era de 691,59 hab./km². Dels 5.413 habitants, Linton estava compost pel 97.71 % blancs, el 0,06 % eren afroamericans, el 0,26 % eren amerindis, el 0,41 % eren asiàtics, el 0,04 % eren illencs del Pacífic, el 0,31 % eren d'altres races i l'1,22 % pertanyien a dos o més races. Del total de la població l'1.24 % eren hispans o llatins de qualsevol raça.